# رولاند إي. تشيس
رولاند إي. تشيس (بالإنجليزية: Roland E. Chase)‏ هو سياسي أمريكي، ولد في 14 أغسطس 1867 بكلينتوود في الولايات المتحدة، وتوفي في 14 سبتمبر 1948. حزبياً، نشط في الحزب الجمهوري. وقد انتخب عضو مجلس ولاية فرجينيا.